# Thunderdome IX - The Revenge Of The Mummy
Albums
Thunderdome VIII - The Devil In Disguise
(1995) Thunderdome X - Sucking For Blood
(1995)
Thunderdome IX - The Revenge Of The Mummy est la neuvième compilation de la série des albums Thunderdome, issue du concept du même nom, sortie en 1995.

## Présentation
The Revenge Of The Mummy est la neuvième compilation de la série, la deuxième à sortir en 1995. Elle succède à Thunderdome VIII - The Devil In Disguise et précède Thunderdome X - Sucking For Blood, toutes deux sorties en 1995. La couverture de l'album, artwork de Victor Feenstra, reprend le thème du classique des films d'horreur, La Momie.
La compilation comporte trente-huit pistes. Elle débute avec Jiiieehaaaa de Diss Reaction — duo composé de Patrick van Kerckhoven et de Stephan Scheltema (nl) — et se termine avec What I Want par Pineapple Jack. Elle intègre des productions d'E-Rick & Tactic, Bass-D & King Matthew, Flamman & Abraxas ou encore Buzz Fuzz.

## Pistes
| 1.  | Jiiieehaaaa                                                                | Diss Reaction              |  |
| 2.  | Big Boys Don't Cry (4 Minute Mix)                                          | The Prophet                |  |
| 3.  | Never Stop (Original Mix)                                                  | Delta Nine                 |  |
| 4.  | Take It Easy                                                               | The Partyman               |  |
| 5.  | The Event (Can I Have A Lime Top In My Shandy Andy? Mix)                   | Bass Generator             |  |
| 6.  | Straight Of The Dancefloor                                                 | DJ Sim                     |  |
| 7.  | Drugs (Juggernaut Mix)                                                     | Flamman & Abraxas          |  |
| 8.  | Terror In Frankfurt                                                        | Terror Arnold              |  |
| 9.  | Deep In The Underground                                                    | Lock Jaw                   |  |
| 10. | Pump Up Tha Bass                                                           | Buzz Fuzz                  |  |
| 11. | Rock Steady                                                                | The Prophet                |  |
| 12. | Lift Me Up                                                                 | Critical Mass              |  |
| 13. | Dance To The Beat                                                          | DJ E-Rick & Tactic         |  |
| 14. | Tango Rules                                                                | Credibility                |  |
| 15. | Heartbeat (Party Mix)                                                      | Bass-D & King Matthew      |  |
| 16. | The Necronomicon (Buzz Fuzz Mix)                                           | Mutoid                     |  |
| 17. | No Shit For Me                                                             | Brainiac                   |  |
| 18. | Where I'm From                                                             | DJ Delirium vs. Guitar Rob |  |
| 19. | Thunderdome 8 Megamix (Busy Action Mix Featuring 3 Steps Ahead & Lady Jay) | Various                    |  |

| 1.  | I'm A Thunderdome Baby               | Gabbaheads                |  |
| 2.  | Punanny (The Prophet Remix)          | Section-8                 |  |
| 3.  | Equazion Part 4                      | Q-Tex                     |  |
| 4.  | Delirious                            | Warlock                   |  |
| 5.  | E-Motion (Buzz Fuzz Mix)             | Bertocucci Feranzano      |  |
| 6.  | Drum & Basz                          | DJ Tails & Noizer         |  |
| 7.  | This Is How It Started               | DJ Waxweazle & Guitar Rob |  |
| 8.  | Jump Off The Fucking Roof            | The Carpenter             |  |
| 9.  | Going Crazy (Forze DJ Team Mix)      | Rave Generation           |  |
| 10. | Pump That Stupid Bass (Hardcore Mix) | DJ Weirdo & DJ Sim        |  |
| 11. | Baby I Know                          | DJ Gizmo & Larsh          |  |
| 12. | Pulp Fiction (Rotterdam Mix)         | The Dentist               |  |
| 13. | What's This DJ ?                     | Ultimate S.T.             |  |
| 14. | Feeling (UK Mix)                     | Dr. Phil Omanski          |  |
| 15. | Fucked In Your Ass                   | DJ Jeroen Flamman         |  |
| 16. | Body & Soul                          | Cixx                      |  |
| 17. | Bad Feelings                         | Riot Nation               |  |
| 18. | Wake Up Brooklyn                     | DJ Cirillo                |  |
| 19. | What I Want                          | Pineapple Jack            |  |

## Accueil
| Classement                               | Meilleure position | Semaines passées dans le classement | Date d'entrée   | Date de sortie    |
| ---------------------------------------- | ------------------ | ----------------------------------- | --------------- | ----------------- |
| Autriche (Ö3 Austria Top 20 Compilation) | 6                  | 5                                   | 16 juillet 1995 | 20 août 1995      |
| Pays-Bas (Mega Verzamelalbum Top 30)     | 1                  | 13                                  | 24 juin 1995    | 23 septembre 1995 |
| Suisse (Schweizer Hitparade)             | 4                  | 6                                   | 9 juillet 1995  | 20 août 1995      |

Très bien accueillie aux Pays-Bas où elle reste treize semaines dans le top 30 des compilations du hit-parade néerlandais dont elle atteint même la première place, elle reste cinq semaines dans le classement autrichien des compilations, que les trois précédentes compilations n'avaient pas intégré, et six semaines dans le top 25 des compilations du hit-parade suisse.